# Philippe Wolfers
« Collection Philippe et Marcel Wolfers », sur www.patrimoine-frb.be (consulté le 9 février 2024)
Philippe Wolfers, né à Bruxelles le 16 avril 1858 et mort le 13 décembre 1929, est un orfèvre belge.

## Biographie
Il étudie la sculpture chez Isidore De Rudder, professeur à l'Académie royale des beaux-arts de Bruxelles avant d'entrer dans l'atelier d'orfèvrerie de son père Louis Wolfers (1820-1892). Il y est joaillier, mais aussi un sculpteur, médailleur, architecte d'intérieur et un artiste industriel.
Dès les années 1890 ses créations en argenterie et en bijouterie sont marquées par l'influence du naturalisme et de l'art japonais. Il est un des rares à travailler l'ivoire qu'il présente lors de l'Exposition internationale de Bruxelles de 1897. Élève d'Eugène Grasset, en 1898 il participe à l'Exposition des élèves de l'École Guérin.
En 1888, il dirige le Comité des Apprentis de la Jeunesse israélite et le cercle Pour l'art.
En 1909, avec ses frères Max et Robert, il fait construire par l'architecte Victor Horta les Magasins Wolfers frères, un grand immeuble de cinq étages de style Art nouveau, rue d'Arenberg, au cœur de Bruxelles, à quelques pas de la cathédrale Saints-Michel-et-Gudule et des luxueuses galeries royales Saint-Hubert. L'immeuble comprend des ateliers d'orfèvrerie, une usine, des bureaux ainsi que l'appartement du directeur. Il est classé depuis le 1er octobre 1981,,.
À partir de 1910, il revient sur des géométries plus droites et atteint son apogée lors de l'Exposition des arts décoratifs de Paris en 1925 avec un salon qu'il a conçu dans les moindres détails.
Il forme Charles Samuel à l'art de la médaille.
Dans sa maison de La Hulpe, se trouvaient les panneaux décoratifs commandés à Emile Fabry.

## Expositions
La majeure partie de la Collection Wolfers est exposée au Musée Art et Histoire dans une reconstitution de l’intérieur de la « boutique Wolfers Frères » conçue en 1909 par Victor Horta.

## Galerie d’œuvres

Œuvres de Philippe Wolfers
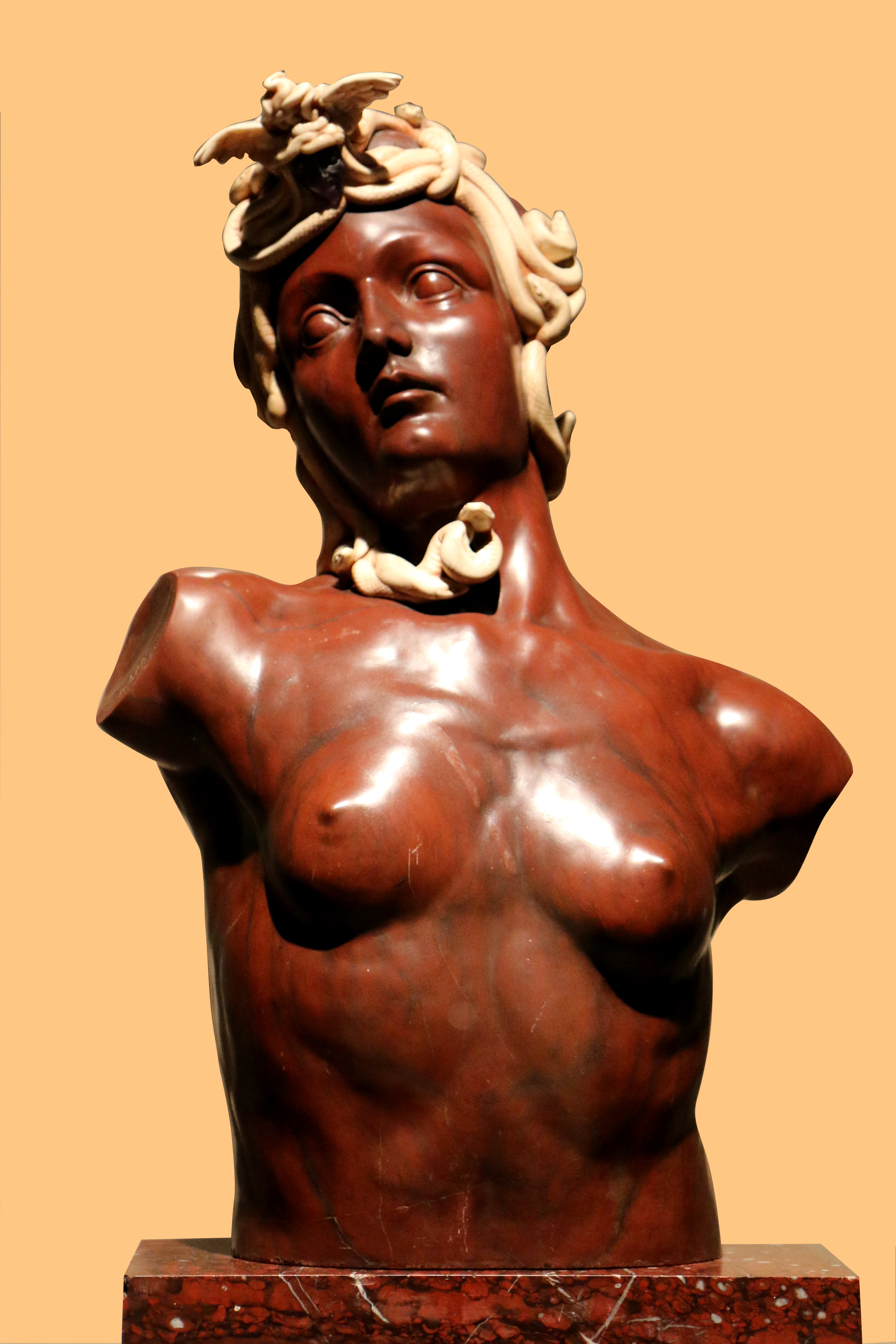
Maleficia
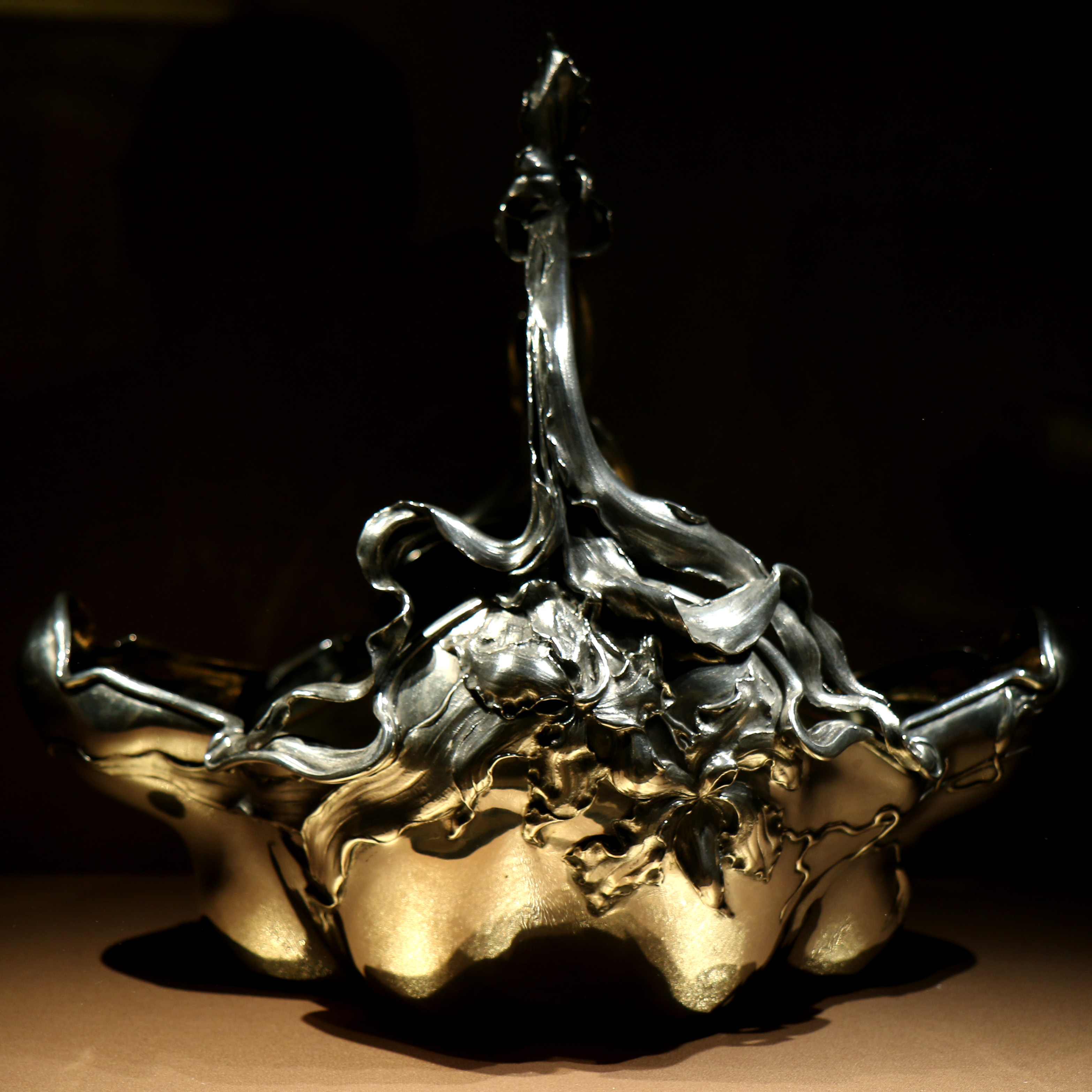
Jardinière en argent massif
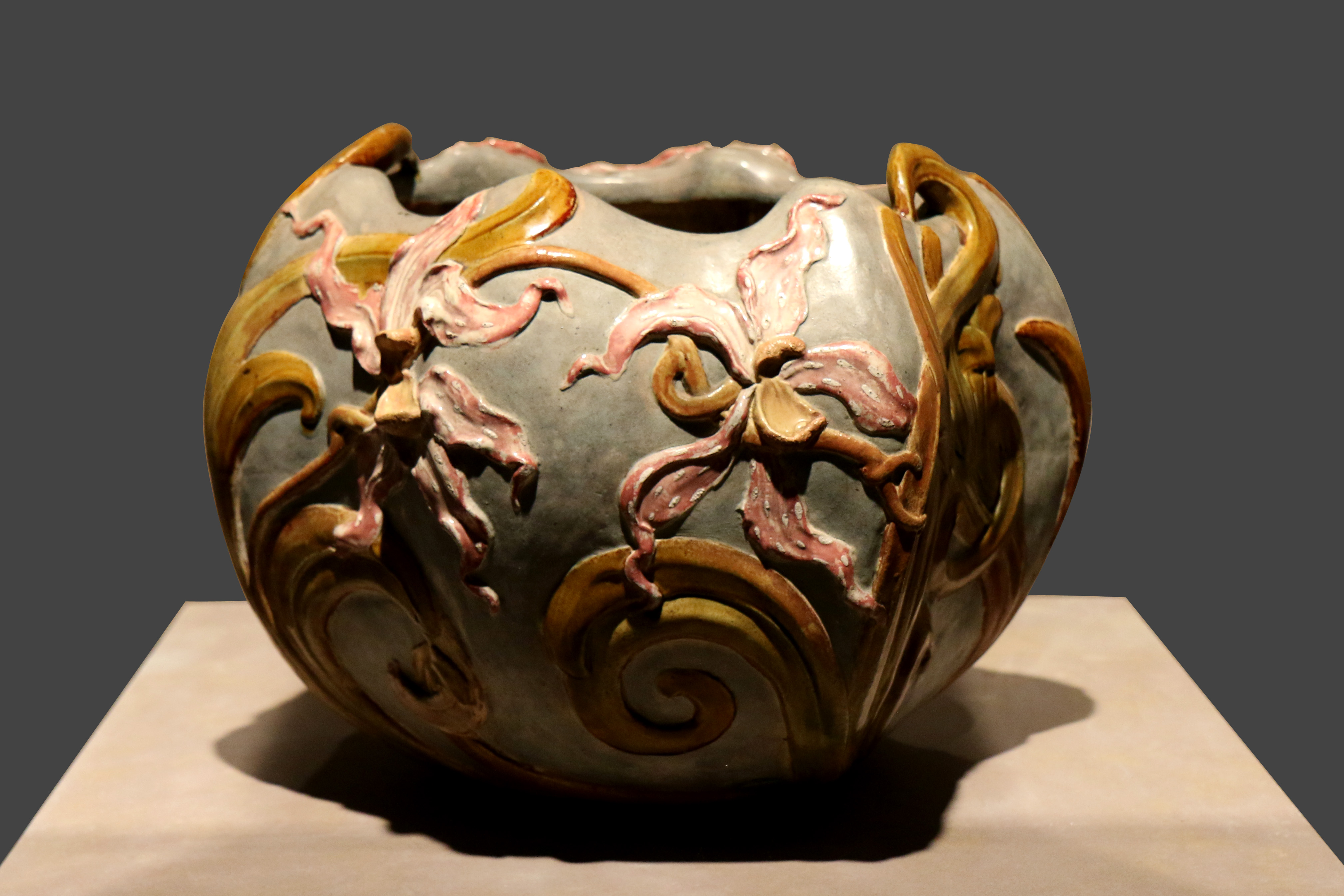
Cache-pot
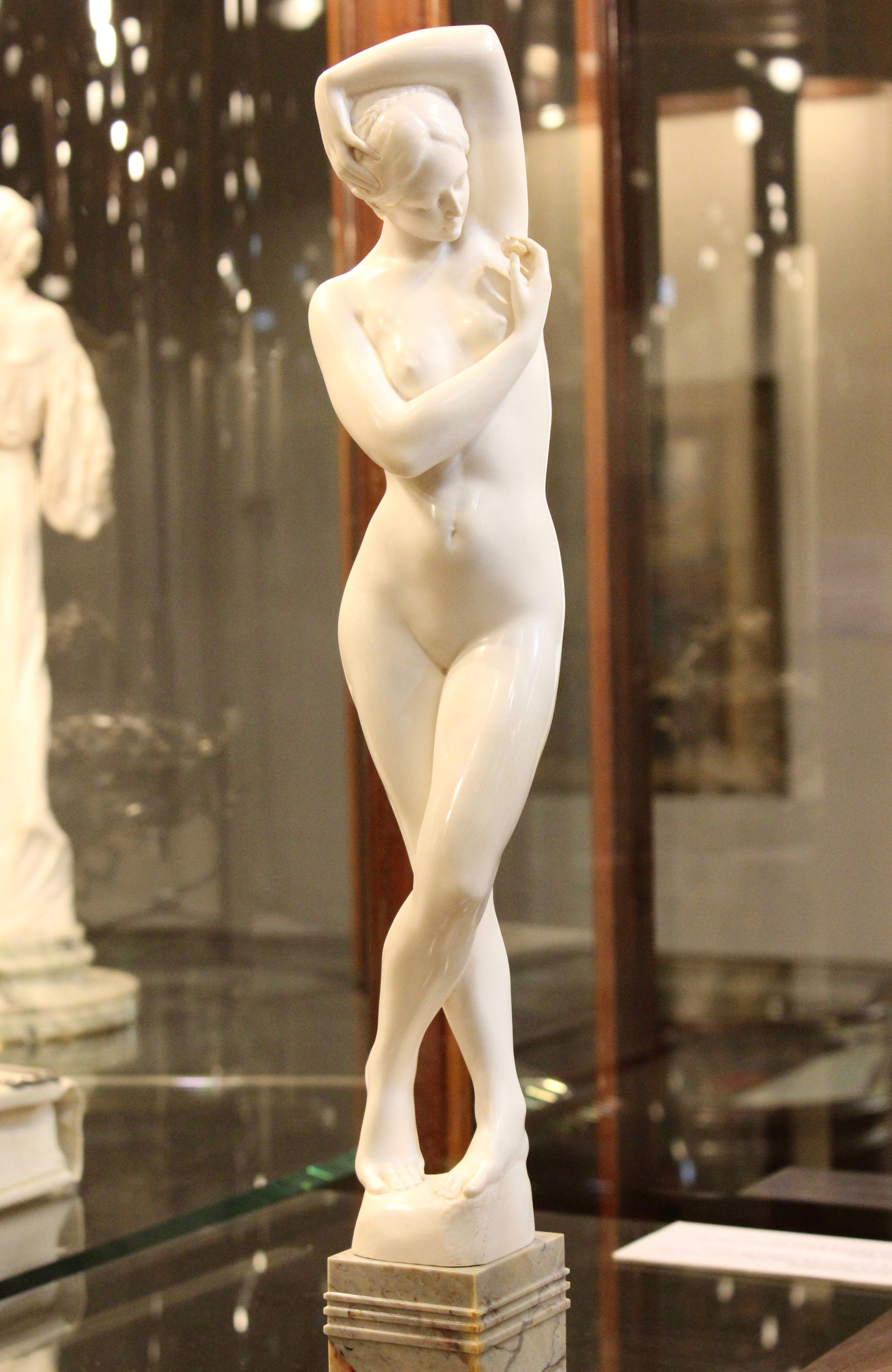
Le premier bijou
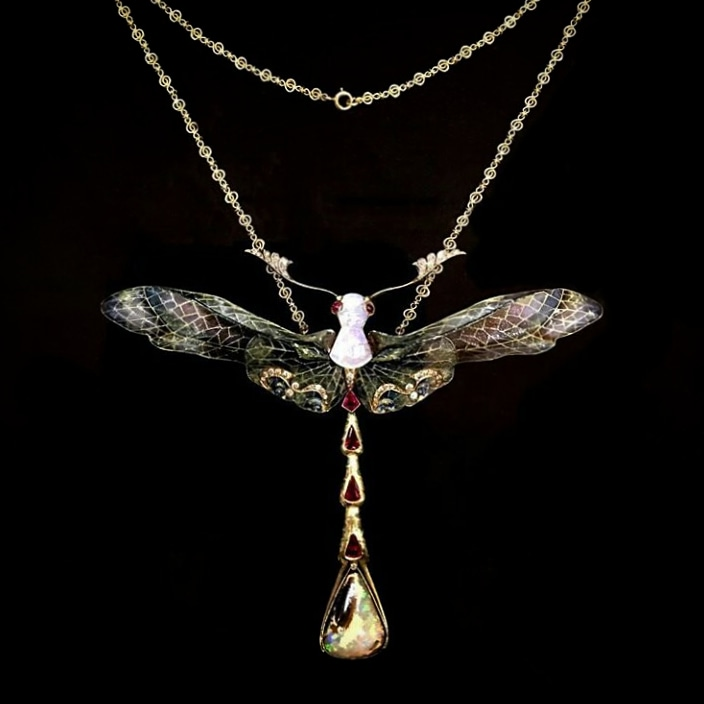
Libelle